# Bryce Mackasey
Bryce Stuart Mackasey (Québec, 25 août 1921 -  Montréal, 5 septembre 1999) est un homme d'affaires, marchand et homme politique fédéral du Québec et de l'Ontario et provincial du Québec.
Né à Québec, M. Mackasey entama une carrière politique en servant comme échevin dans le conseil municipal de la ville de Verdun de 1958 à 1962.

## Politique fédérale
Élu député du Parti libéral du Canada dans la circonscription fédérale de Verdun en 1962, il fut réélu en 1963, 1965, 1968, 1972 et en 1974. Il servit comme secrétaire parlementaire du ministre de la Santé national et du Bien-être social en 1965 et du ministre du Travail de 1966 à 1968 avant de devenir ministre sans portefeuille en 1968. Ministre du Travail de 1968 à 1972, de la Main-d'œuvre et de l'Immigration en 1972, il fut ministre d'État sans portefeuille en 1974. Ministre des Postes de 1974 à 1976, il servit également comme ministre de la Consommation et des Corporations par intérim en 1976 avant de devenir officiellement ministre la même année. Il démissionna en 1976 pour se présenter sur la scène provinciale.

## Politique provinciale
Élu député du Parti libéral du Québec dans la circonscription provinciale de Notre-Dame-de-Grâce en 1976, son parti fut cependant défait par le Parti québécois et forma l'Opposition officielle. Il démissionna en 1978 pour retourner en politique fédérale.

## Retour en politique fédérale
Tentant d'être élu dans la circonscription ontarienne d'Ottawa-Centre lors de l'élection partielle de 1978, il fut défait par le progressiste-conservateur Robert de Cotret. Élu dans Lincoln en 1980, il ne se représenta pas en 1984. Peu avant les élections de 1984, le premier ministre John Turner proposa sa nomination pour le poste d'ambassadeur du Canada au Portugal. Cependant, peu après son élection, le nouveau premier ministre Brian Mulroney annula sa nomination pour opter pour celle de l'ancien Président de la Chambre des communes Cyril Lloyd Francis (en).